# Emslage
Emslage ist eine ehemalige Gemeinde im Westen Niedersachsens im heutigen Landkreis Emsland. Die Gemeinde wurde am 1. Juli 1970 aus den Gemeinden Klein Fullen, Groß Fullen, Rühle (mit Rühlerfeld und Rühlermoor) sowie Versen gebildet. Die Gemeinde hatte eine Ausdehnung von 73,91 km² und 4165 Einwohner (31. Dezember 1971).
Bereits am 1. März 1974 kam es zur Auflösung der Gemeinde Emslage. Dabei wurde der überwiegende Teil des Gemeindegebietes der Stadt Meppen zugeordnet, Rühlerfeld und Rühlermoor kamen zur Gemeinde Twist.
Bis heute besteht der Sportverein VfL Emslage, der am 16. April 1971 gegründet wurde.